# Robin Herd
Robert John "Robin" Herd CBE, född 23 mars 1939, död 4 juni 2019, var en brittisk formelbilskonstruktör och affärsman. Han arbetade för bland andra McLaren, innan han tillsammans med Max Mosley och Alan Rees grundade formel 1-stallet March Engineering.